# Nicolae Bălcescu (Bacău)
Nicolae Bălcescu é uma comuna romena localizada no distrito de Bacău, na região de Moldávia. A comuna possui uma área de 54.63 km² e sua população era de 9388 habitantes segundo o censo de 2004.